# إي. ميرتون كولتر
إي. ميرتون كولتر (بالإنجليزية: E. Merton Coulter)‏ هو مؤرخ أمريكي، ولد في 1890، وتوفي في 1981.